# Алахуэла (кантон)
Алахуэ́ла (исп. Alajuela) — кантон в провинции Алахуэла Коста-Рики.

## География
Находится на юго-востоке провинции. Административный центр — город Алахуэла.

## Округа
Кантон разделён на 14 округов:
1. Алахуэла
2. Сан-Хосе
3. Каррисаль
4. Сан-Антонио
5. Гуасима
6. Сан-Исидро
7. Сабанилья
8. Сан-Рафаэль
9. Рио-Сегундо
10. Десампарадос
11. Туррукарес
12. Тамбор
13. Гарита
14. Сан-Мигель